# Zastawie (Drohiczany)
Zastawie – część wsi Drohiczany w Polsce położona w województwie lubelskim, w powiecie hrubieszowskim, w gminie Uchanie.
W latach 1975–1998 Zastawie administracyjnie należało do województwa zamojskiego.